# Taygetis keneza
Taygetis keneza är en fjärilsart som beskrevs av Butler 1870. Taygetis keneza ingår i släktet Taygetis och familjen praktfjärilar. Inga underarter finns listade i Catalogue of Life.